# Various (minialbum)
Various – trzeci minialbum południowokoreańskiej grupy Viviz, wydany 31 stycznia 2023 roku przez wytwórnię BPM Entertainment. Płytę promował singel „Pull Up”.

## Lista utworów
| CD | CD                     | CD                                               | CD                                             | CD                 | CD      |
| Nr | Tytuł utworu           | Tekst                                            | Kompozycja                                     | Aranżacja          | Długość |
| -- | ---------------------- | ------------------------------------------------ | ---------------------------------------------- | ------------------ | ------- |
| 1. | „Pull Up”              | Lee Da-ol (153/Joombas), Ellie Suh (153/Joombas) | Dave Villa, Maddy Simmen                       | Dave Villa         | 2:55    |
| 2. | „Blue Clue”            | C'sa                                             | C'sa, De View, Wonder.B                        | De View, Wonder.B  | 3:16    |
| 3. | „Love or Die”          | Ellie Suh (153/Joombas), Liljune (153/Joombas)   | Charli Taft, Daniel "Obi" Klein, Andreas Öberg | Daniel "Obi" Klein | 3:39    |
| 4. | „Vanilla Sugar Killer” | Moon Seol-ri                                     | Shin Kyung, Eva Louhivuori, Niko Salmela       | Shin Kyung         | 3:17    |
| 5. | „Overdrive”            | Moon Seol-ri                                     | Flum3n, Maria Marcus, Will!                    | Flum3n, Will!      | 3:31    |
| 6. | „So Special”           | Jiwon (153/Joombas)                              | Frederik Carstens, Celine Svanbäck             | Frederik Carstens  | 3:19    |

## Notowania
| Lista                        | Pozycja |
| ---------------------------- | ------- |
| South Korean Albums (Circle) | 4       |
| Japanese Albums (Oricon)     | 40      |